# 迷走棘鯛
迷走棘鯛為輻鰭魚綱鱸形目鱸亞目鯛科的其中一種，分布於西印度洋區，從莫三比克南部至南非海域，體長可達26.2公分，棲息在沿海海域。